# Алысардах (Ленский район)
Алысарда́х (якут. Алыһардаах) — село в Ленском районе Республики Саха (Якутия) России. Входит в состав Толонского наслега.

## География
Село находится в юго-западной части Якутии, в пределах Приленского плато, на левом берегу реки Пеледуй, при впадении в неё притока реки Алысардах.
Климат
Климат характеризуется как резко континентальный, с морозной зимой и относительно жарким летом. Средняя температура воздуха самого тёплого месяца (июля) составляет 22 °C; самого холодного (января) — −32 °C. Основное количество атмосферных осадков (75-80 % от годовой суммы) выпадает в период с апреля по октябрь. Снежный покров держится в течение 200—210 дней в году.

## Население
| 2002 | 2010 | 2021 |
| ---- | ---- | ---- |
| 41   | ↘29  | ↘0   |

Национальный состав
Согласно результатам переписи 2002 года, в национальной структуре населения русские составляли 73 % из 41 чел.

## Экономика
Было развито животноводство (мясо-молочное скотоводство), действовал колхоз